# Václav Chlumecký
Václav Chlumecký, též Václav František Chlumecký (30. prosince 1861 Skuteč – 30. září 1944 Banská Štiavnica), byl český, slovenský a československý novinář a politik, meziválečný senátor Národního shromáždění za Československou sociálně demokratickou stranu dělnickou, později za KSČ.

## Biografie
Narodil se v českých zemích, od 90. let 19. století ovšem působil na Slovensku. Studoval gymnázium ve Vídni, ale nedokončil ho. V letech 1875-1879 se vyučil malířem skla a porcelánu. Pracoval pak na mnohých místech v dělnických profesích.
V parlamentních volbách v roce 1920 získal za sociální demokraty senátorské křeslo v Národním shromáždění. V průběhu volebního období přešel do nově založené Komunistické strany Československa. Mandát obhájil v parlamentních volbách v roce 1925. V senátu zasedal do roku 1929. Projevy v parlamentu pronášel slovensky.
Profesí byl redaktorem v Podbrezové. Od roku 1920 byl redaktorem v Banské Bystrici. Spoluzakládal v tomto městě list Hlas ľudu, jehož byl pak odpovědným redaktorem v letech 1920-1922. Věnoval se i literární tvorbě ve stylu proletářské tvorby. Napsal i satirický román a množství kratších článků a fejetonů. Vydal sborník dělnických písní.
Koncem 20. let 20. století se v souvislosti s nástupem mladých, radikálních komunistů okolo Klementa Gottwalda do čela KSČ postavil proti nové politice strany a byl vyloučen. Za druhé světové války se podílel na protifašistickém odboji.